# Teklów
Teklów [pronunciación en polaco: /ˈtɛkluf/] es un pueblo ubicado en el distrito administrativo de Gmina Ujazd, dentro del Condado de Tomaszów Mazowiecki, Voivodato de Łódź, en Polonia central. Se encuentra aproximadamente a 3 kilómetros al suroeste de Ujazd, a 11 kilómetros al noroeste de Tomaszów Mazowiecki, y a 39 kilómetros al sureste de la capital regional de Łódź.